# Phyllanthus pallidus
Phyllanthus pallidus är en emblikaväxtart som beskrevs av Charles Wright och August Heinrich Rudolf Grisebach. Phyllanthus pallidus ingår i släktet Phyllanthus och familjen emblikaväxter. Inga underarter finns listade i Catalogue of Life.